# سه‌گانه (فوتبال)
سه‌گانه، اصطلاحی است که در ورزش فوتبال، زمانی به کار می‌رود که یک تیم بتواند در سه جام مختلف در یک فصل به قهرمانی برسد که معمولا یکی از این جام ها، لیگ قهرمانان آن قاره است. جام‌هایی که معمولاً برای یک سه‌گانه لحاظ می‌شوند شامل رقابت‌های لیگ داخلی، جام حذفی، مسابقات قاره‌ای و در نهایت جام باشگاه‌های جهان. سه‌گانه‌های مختلفی وجود دارد از جمله دیگر سه‌گانه‌ها یعنی کسب سه جام معتبر بین المللی یا سه گانه داخلی که جام حذفی، سوپر جام، جام اتحادیه باشگاه‌ها و یا هر جامی که زیر نظر و مورد تایید فدراسیون‌های فوتبال کشورها باشد.
تیم‌های سلتیک گلاسکو، آژاکس آمستردام، بارسلونا، بایرن مونیخ، منچستر یونایتد، منچستر سیتی، آیندهوون، اینتر میلان و پاری سن ژرمن تیم‌هایی هستند که به مطرح ترین سه‌گانه دست یافته‌اند. در این میان، باشگاه سلتیک گلاسگو، اولین باشگاهی در تاریخ فوتبال است که به این عنوان رسیده و دو باشگاه بارسلونا و بایرن مونیخ هر کدام دو بار فاتح سه‌گانه شده‌اند.
بازیکنان بی شماری در سراسر جهان  موفق به کسب سه گانه شده‌اند اما جذاب ترین سه گانه را ساموئل اتوئو  در اختیار دارد .این کامرونی تنها بازیکن تاریخ فوتبال جهان است که  موفق شد با دو تیم بارسلونا و اینتر میلان در دو سال پیاپی سه گانه‌ی اروپا  را کسب کند.

## ایران (۳ گانه)
در فوتبال باشگاهی ایران تنها سه تیم دارایی، استقلال و پرسپولیس هر سه از تهران موفق به کسب سه گانه شده‌اند:

### دارایی تهران(۱۳۴۱)
ثبت نخستین سه‌گانه در ایران به ابتدای دهه‌ی ۴۰ باز می‌گردد. باشگاه فوتبال دارایی تهران در سال ۱۳۴۱، موفق به فتح جام باشگاه‌های تهران ، جام حذفی فوتبال تهران و جام قهرمانی فوتبال ایران شده  ، کسب اولین  سه‌گانه در تاریخ  فوتبال ایران را به نام خود ثبت کرد.

### بهترین سه گانه،، استقلال تهران(تاج) (۱۳۴۹)
استقلال تهران بهترین و گران بهاترین سه گانه فوتبال را در کلکسیون افتخارات خود جای داده‌است. این تیم که قبل از انقلاب با نام تاج تهران فعالیت می‌کرد، در سال ۱۳۴۹ هجری خورشیدی(۱۹۷۰ میلادی) موفق شد که هر سه رقابت (جام باشگاه‌های تهران، جام باشگاه‌های ایران و جام باشگاه‌های‌ آسیا) را تصاحب کند و سه گانه فاخر داخلی ، را به خود اختصاص دهد. تا کنون هیچ تیمی در ایران موفق به تکرار این رکورد نشده.

### رکورددار تعداد کسب سه‌گانه:پرسپولیس تهران
پرسپولیس تهران رکورد دار کسب سه‌گانه در ایران است. این تیم نخستین‌بار در سال ۱۳۶۶،با کسب جام های  ( جام باشگاه‌های تهران و جام حذفی باشگاه های تهران) و (جام حذفی فوتبال ایران ) سه گانه را از آن خود کرد. پرسپولیس در سال ۱۳۹۸ با قهرمانی در لیگ برتر، جام حذفی و سوپر جام دومین سه‌گانه را بدست آورد . این تیم در سال ۱۴۰۲ برای سومین بار به این افتخار نائل آمد.
تیمهایی که در ایران موفق به کسب سه گانه شدند
| نام تیم        | تعداد  | تاریخ                  |
| پرسپولیس تهران | ۳ دوره | ۱۳۶۶، ۱۳۹۷-۹۸، ۱۴۰۱-۰۲ |
| استقلال تهران  | ۱ دوره | ۱۳۴۹                   |
| دارایی تهران   | ۱ دوره | ۱۳۴۱                   |